# Billagaravalli, Alur
Billagaravalli là một làng thuộc tehsil Alur, huyện Hassan, bang Karnataka, Ấn Độ.